# Chelorchestia forceps
Chelorchestia forceps är en kräftdjursart som beskrevs av D. G. Smith och Heard år 2001. Chelorchestia forceps ingår i släktet Chelorchestia och familjen tångloppor. Inga underarter finns listade.